# Ministerstvo obchodu a cestovního ruchu Slovenské republiky
Ministerstvo obchodu a cestovního ruchu Slovenské republiky bylo v letech 1969 až 1992 ústředním orgánem státní správy pro obchod a cestovní ruch.
Ministerstvo obchodu a cestovního ruchu bylo zřízeno k 1. lednu 1969 pod názvem Ministerstvo obchodu Slovenské socialistické republiky. V březnu 1990 se z názvu vypustil přívlastek socialistické. Zákonem 50/1998 CFU bylo přejmenováno na Ministerstvo obchodu a cestovního ruchu. Zákonem 453/1992 CFU bylo zrušeno. Jeho působnost přešla na Ministerstvo hospodářství Slovenské republiky.